# Poliestirè

Estructura química del poliestirè

Símbol internacional del poliestirè.

El poliestirè o poliestiré és un polímer termoplàstic l'abreviatura del qual és PS.
El 1839, l'apotecari alemany Eduard Simon va obtenir el poliestirè a l'aïllar la substància de la resina natural, però no sabia què havia descobert. Va ser un altre alemany, químic orgànic, Hermann Staudinger, qui es va adonar que la descoberta de Simon, formada per llargues cadenes de molècules d'estirè, era un polímer plàstic. El 1953 va guanyar el Premi Nobel de Química per la seva recerca en polímers.
El 1930, científics de BASF van desenvolupar una forma de produir comercialment el poliestirè, amb llicència de I.G. Farben, la companyia desenvolupadora del poliestirè. Es comercialitzen tres tipus de material en forma de grança o de perles que s'obtenen mitjançant la polimerització d'estirè en massa (la majoria) o per polimerització en suspensió. Està certificat per poder estar en contacte amb aliments.

## Tipus de PS bàsics
- Poliestirè cristall o GPPS (de l'anglès General Purpose Polystyrene). És transparent, rígid i trencadís.
- Poliestirè antixoc o HIPS (de l'anglès High Impact Polystyrene). Opac blanc, rígid i resistent als impactes. S'obté pel mateix procés de polimerització que el PS cristall però afegint-hi cautxú de polibutadié.
- Poliestirè expandit o expandible o EPS (de l'anglès Expandable Polystyrene). S'obté pel mateix procés de polimerització que el PS cristall però afegint-hi iso-pentà com a agent d'expansió. Un cop expandit és un material ideal per a un bon aïllament térmic, tant del fred com de la calor. És el Porexpan o suro blanc.

## Mètodes de transformació
Els poliestirens GPPS i HIPS poden transformar-se mitjançant els següents mètodes: moldeig per injecció, extrusió de film (poliestirè extrudit) i planxa i posterior termoformat.
El poliestirè EPS pot obtenir-se amb l'expansió inicial mitjançant el vapor d'aigua i posterior emmotllat de les perles expandides.

## Aplicacions
Les aplicacions del GPPS i HIPS són diverses: vasos, plats i coberts mono-ús. Envasos per a iogurt. Safates extruïdes per carn, peix, verdures i fruita. Safates termoformades per envasar galetes. Prestatges i interior (banyera) de les neveres. Planxes autoextingibles extruïdes per aïllament tèrmic d'edificis, molt lleugeres i de baixa absorció d'humitat. Conegudes amb el nom de planxes d'XPS que s'obtenen a partir de grança de GPPS a la que s'incorpora CO₂ com a agent escumant.
L'EPS també té moltes aplicacions: interior dels cascs per motoristes, biciclistes i pilots de carreres (és, de fet, el material que realment protegeix dels impactes en cas d'accident). Contenidors de planter per a cultius, caixes de peix, neveres per transport de vacunes, embalatge protector en el transport de neveres, rentadores, ordinadors, petits electrodomèstics. Planxes autoextingibles per aïllament tèrmic d'edificis, molt lleugeres i expandides mitjançant l'isopentà incorporat en l'EPS. Un cop es posen en servei el gas ha desaparegut i l'aire ocupa el seu lloc. Hi ha versions de baixa absorció d'humitat

## Estructura del poliestirè cristall

### Pes molecular

Les unitats repetides de monòmer d'estirè conformen el polímer.

El pes molecular o MW mitjà del poliestirè comercial varia entre 100.000 i 400.000 g/mol.
Com més baix és el pes molecular, més alt és l'índex de fluïdesa o viscositat i, per tant, més baixa la temperatura de fusió i més fàcil la injecció o extrusió del material, però serà menor la seva resistència mecànica.
No són materials usats en entorns d'altes temperatures, ja que el PS es deforma als 100 °C i l'EPS als 80 °C